# Asociación Mexicana de Productores de Fonogramas y Videogramas
Die Asociación Mexicana de Productores de Fonogramas y Videogramas, kurz AMPROFON, ist eine interprofessionelle Organisation, die die Interessen der mexikanischen Musikindustrie vertritt. Gegründet wurde der Verband im Jahr 1963. Die AMPROFON ist Mitglied der International Federation of the Phonographic Industry. Aufgaben des Verbandes ist die Zusammenstellung der mexikanischen Musikcharts, die Rechtevertretung sowie die Vergabe von Musikauszeichnungen für Alben, Singles und Videoalben.

## Verleihungsgrenzen der Tonträgerauszeichnungen
Die Auszeichnungen werden abhängig vom jeweiligen Veröffentlichungsdatum vergeben. Wird also ein Album von 2003 im Jahre 2021 zertifiziert, gilt die Verkaufsgrenze von 2003.
| Auszeichnung | bis 31. Dezember 1998 | bis 31. Dezember 1999 | bis 30. Juni 2003 | bis 31. Dezember 2007 | bis 30. Juni 2009 | bis 31. Oktober 2020 | seit 1. November 2020 |
| ------------ | --------------------- | --------------------- | ----------------- | --------------------- | ----------------- | -------------------- | --------------------- |
| Gold         | 100.000               | 75.000                | 75.000            | 50.000                | 40.000            | 30.000               | 70.000                |
| Platin       | 250.000               | 150.000               | 150.000           | 100.000               | 80.000            | 60.000               | 140.000               |
| 2× Platin    | 500.000               | 300.000               | 300.000           | 200.000               | 160.000           | 120.000              | 280.000               |
| …            |                       |                       |                   |                       |                   |                      |                       |
| Diamant      | 1.000.000             | 1.000.000             | 500.000           | 500.000               | 400.000           | 300.000              | 700.000               |

| Auszeichnung | bis 31. Oktober 2020 | seit 1. November 2020 |
| ------------ | -------------------- | --------------------- |
| Gold         | 30.000               | 70.000                |
| Platin       | 60.000               | 140.000               |
| 2× Platin    | 120.000              | 280.000               |
| …            |                      |                       |
| Diamant      | 300.000              | 700.000               |

| Gold      | 10.000  |
| Platin    | 25.000  |
| 2× Platin | 50.000  |
| …         |         |
| Diamant   | 250.000 |

| Auszeichnung | bis 18. Februar 2014 | 19. Februar 2014 bis 2015 a |
| ------------ | -------------------- | --------------------------- |
| Gold         | 10.000               | 10.000                      |
| Platin       | 20.000               | 20.000                      |
| 2× Platin    | 40.000               | 40.000                      |
| …            |                      |                             |
| Diamant      | —                    | 100.000                     |

| Auszeichnung | bis 31. Mai 2008 | 1. Juni 2008 bis 2010 b |
| ------------ | ---------------- | ----------------------- |
| Gold         | 50.000           | 50.000                  |
| Platin       | 100.000          | 100.000                 |
| 2× Platin    | 200.000          | 200.000                 |
| …            |                  |                         |
| Diamant      | 500.000          | 400.000                 |

## Musikcharts
Die mexikanischen Albumcharts werden jeden Mittwochabend veröffentlicht und teilen sich in vier große Bereiche auf:
- Top 100 Mexico Albums Chart
- Spanish Albums Chart
- Popular Music Albums Chart
- International Albums Chart